# Olivier Chansou
Olivier Chansou (* 1965) ist ein französischer Beamter (fonction publique). Seit dem 27. November 2017 ist er Generaldirektor der École nationale de l’aviation civile (französische Zivilluftfahrtuniversität).

## Biografie
Der Absolvent der ENAC (IÉNAC L85) und Inhaber eines Master of Science in IT und Parallelismus, begann seine Karriere bei der Generaldirektion für Zivilluftfahrt als Leiter der Abteilung für eingebettete Ausrüstung bei der «STNA» (Technischer Dienst der Flugnavigation) in Paris von 1990 bis 1995. Er ist von 1995 bis 1998 Abgeordneter der Abteilung für Echtzeitausrüstung, von 1998 bis 2002 stellvertretender Leiter des Büros für technische Mitarbeiter der Direktion für Flugsicherung (DSNA) und schließlich Leiter der Abteilung Systeme und Methoden in der Direktion für Flugsicherung von 2002 bis 2006.
Als Leiter des Flugverkehrskontrollzentrums von Bordeaux (2006–2009) und stellvertretender Direktor der DGAC (2009–2012) leitet Olivier Chansou von 2012 bis 2017 vier Abteilungen der DSNA Süd-West (Bordeaux).
Am 27. November 2017 wird er vom französischen Präsidenten Emmanuel Macron, CEO der ENAC, als Nachfolger von Marc Houalla ernannt.